# Messerschmiedt Géza
Messerschmiedt Géza (Bodrog, Somogy vármegye, 1870. július 4. – Toledo (Ohio), 1912. március 29.) a passaici Szent István római katolikus magyar templom (New Jersey, USA) első plébánosa, a templom építtetője.

## Fiatalkora
Rev. Messerschmiedt Géza (hivatalos okmányokon: Messerschmidt Géza, illetve Geysa Messerschmidt) Bodrogon (Somogy megye) született 1870. július 4-én. Édesapja Messerschmiedt Géza, édesanyja Görgei Amelia. Azt tudjuk, hogy Kassai egyházmegyés pap volt, de pappá szentelésének időpontja ismeretlen. 

## Amerikai élete
1902. január 19-én az S/S Phoenicia fedélzetén érkezett Hamburgból Boulogne, New York kikötőjébe, nem bevándorló vízummal. Kiérkezése után a Clevelandi egyházmegye Szent Erzsébet egyházközség káplánja lett, s ennek keretében ellátta a loraini, (Clevelandi egyházmegye) Szent István egyházközséget, mely ekkor még saját templommal nem rendelkezett, majd 1902. december 24-étől (bár a 25. éves évkönyv december 2-át nevezi meg a kinevezésének, valószínűleg ekkor érkezhetett a településre, de ő maga több helyen is december 24-ről ír. Passaici Szent István római katolikus magyar templom plébánosa, 1908-09-ben kiadja a Hajnal c. heti, majd a második évfolyamtól havilapot.
1911-ben (miután ellene feltételezett anyagi visszaélésekre hivatkozva feljelentést tettek a newarki püspöknél) a Toledói egyházmegye Szent István egyházközségének plébánosa lett, mondhatni helyet cserélve passaici utódjával. Pontosan nem tudni, mikor hagyta el Passaicot, de az biztos, hogy új szolgálati helyére már súlyos betegen érkezett, 1911. december 14-től folyamatos orvosi kezelésre szorult. Temetésén az akkori toledói püspök az alábbiakat mondta: „Apostolt jöttem temetni, szegényen élt és szegényen halt meg.” 1912. március 29-én, 15:00-kor, 41 éves korában Toledóban hunyt el. A Calvary Cemeteryben nyugszik, Toledóban, Lucas megyében, Ohio államban.